# Olivia Ausoni
Olivia Ausoni (* 20. April 1923 in Villars-sur-Ollon; † 15. Mai 2010 in Chesières) war eine Schweizer Skirennfahrerin. Sie wurde dreifache Schweizer Meisterin, erzielte mehrere Siege und Podestplätze bei internationalen Rennen und nahm an den Olympischen Winterspielen 1948 und 1952 sowie den Weltmeisterschaften 1950 teil.

## Biografie
Ausoni belegte bei den Schweizer Meisterschaften 1942 in Grindelwald den zweiten Platz in der Abfahrt der Juniorinnen. Kurz darauf nahm sie im Team Schweiz II am Ski-Länderwettkampf Frankreich-Schweiz in Wengen teil, bei dem sie jeweils Siebte in Abfahrt, Slalom und Kombination wurde und mit ihrem Team den zweiten bzw. dritten Platz unter den beiden schweizerischen und einer französischen Mannschaft belegte. Im Januar 1943 startete sie beim schwedisch-schweizerischen Freundschaftstreffen in Engelberg, bei dem allerdings die Schweizer Damen unter sich waren, da im Gegensatz zu den Herren keine Schwedinnen die Reise mitgemacht hatten. Ausoni siegte in der Abfahrt und wurde Dritte im Slalom. Von 1943 bis 1946 fuhr Ausoni bei den Schweizer Meisterschaften – nun in der Elite-Klasse startend – mehrmals unter die schnellsten drei. Unter anderem erreichte sie 1945 den zweiten Platz in der Kombination hinter Antoinette Meyer.
Im Januar 1947 erzielte Ausoni bei den erstmals seit acht Jahren wieder durchgeführten SDS-Rennen in Grindelwald den zweiten Platz im Slalom und den dritten Rang in der Kombination. Von Anfang Februar bis Anfang April desselben Jahres nahm sie zusammen mit fünf anderen Schweizer Skifahrern und -fahrerinnen unter Leitung des Mannschaftsführers Arnold Glatthard an einer Reise in die Vereinigten Staaten teil, wo die Gruppe an mehreren Wettkämpfen teilnahm. Dabei gelangen Ausoni in ihrer stärksten Disziplin, dem Slalom, drei Siege: Sie wurde in Snowbasin bei Salt Lake City, Utah, US-amerikanische Meisterin im Slalom (in der Kombination wurde sie Zweite) und gewann die Slaloms des Silver Dollar Derbys bei Reno, Nevada, und des Far West Kandahar am Mount Hood bei Portland, Oregon.
Im Februar 1948 war Ausoni eine von sieben Schweizer Skirennfahrerinnen bei den Olympischen Winterspielen in St. Moritz. Mit Platz 17 im Slalom, Platz 24 in der Abfahrt und Platz 26 in der Kombination war sie allerdings die jeweils schlechtestplatzierte Schweizer Teilnehmerin. Dass sie dennoch zur nationalen Spitze gehörte, bewies Ausoni drei Wochen später bei den Schweizer Meisterschaften am selben Ort, als sie Schweizer Meisterin im Slalom wurde und zudem den zweiten Platz in der Abfahrt und den dritten Rang in der Kombination belegte. Im Jahr darauf wurde sie jeweils Dritte in Abfahrt und Kombination der Schweizer Meisterschaften in Gstaad.
1950 gehörte Ausoni dem Schweizer Team der Weltmeisterschaften 1950 in Aspen an. Als 11. des Slaloms und 15. des Riesenslaloms belegte sie Platzierungen im Mittelfeld, doch die Abfahrt beendete sie nicht. Beim anschliessenden Harriman Cup in Sun Valley wurde sie jeweils Neunte in Abfahrt, Slalom und Kombination. 1951 feierte Ausoni ihre nächsten grossen Erfolge bei den Schweizer Meisterschaften, als sie in Adelboden Meisterin im Slalom und in der Kombination und jeweils Zweite im Riesenslalom sowie der Abfahrt in der Damen-Elite-Klasse wurde. Bei den SDS-Rennen erreichte sie im selben Jahr als Dritte des Riesenslaloms erneut einen Podestplatz. Bei ihrem letzten Grossereignis, den Olympischen Winterspielen 1952 in Oslo, wurde Ausoni Zehnte im Slalom. In den anderen Disziplinen startete sie nicht.
Die an der Alzheimer-Krankheit leidende Ausoni wurde am 15. Mai 2010 an ihrem Wohnort Arveyes als vermisst gemeldet und drei Tage später im benachbarten Chesières tot aufgefunden.

## Erfolge

### Olympische Winterspiele
(zählten zugleich als Weltmeisterschaften)
- St. Moritz 1948: 17. Slalom, 24. Abfahrt, 26. Kombination
- Oslo 1952: 10. Slalom

### Weltmeisterschaften
- Aspen 1950: 11. Slalom, 15. Riesenslalom

### Weitere Erfolge
- Schweizer Meisterin im Slalom 1948 und 1951 sowie in der Kombination 1951
- Freundschafts-Treffen Schweden-Schweiz in Engelberg 1943: 1. Abfahrt, 3. Slalom
- SDS-Rennen in Grindelwald 1947: 2. Slalom, 3. Riesenslalom
- US-amerikanische Meisterschaften in Snowbasin 1947: 1. Slalom
- Silver Dollar Derby in Reno 1947: 1. Slalom
- SDS-Rennen in Grindelwald 1951: 3. Riesenslalom